# Теннесийская армия в сражении при Чикамоге

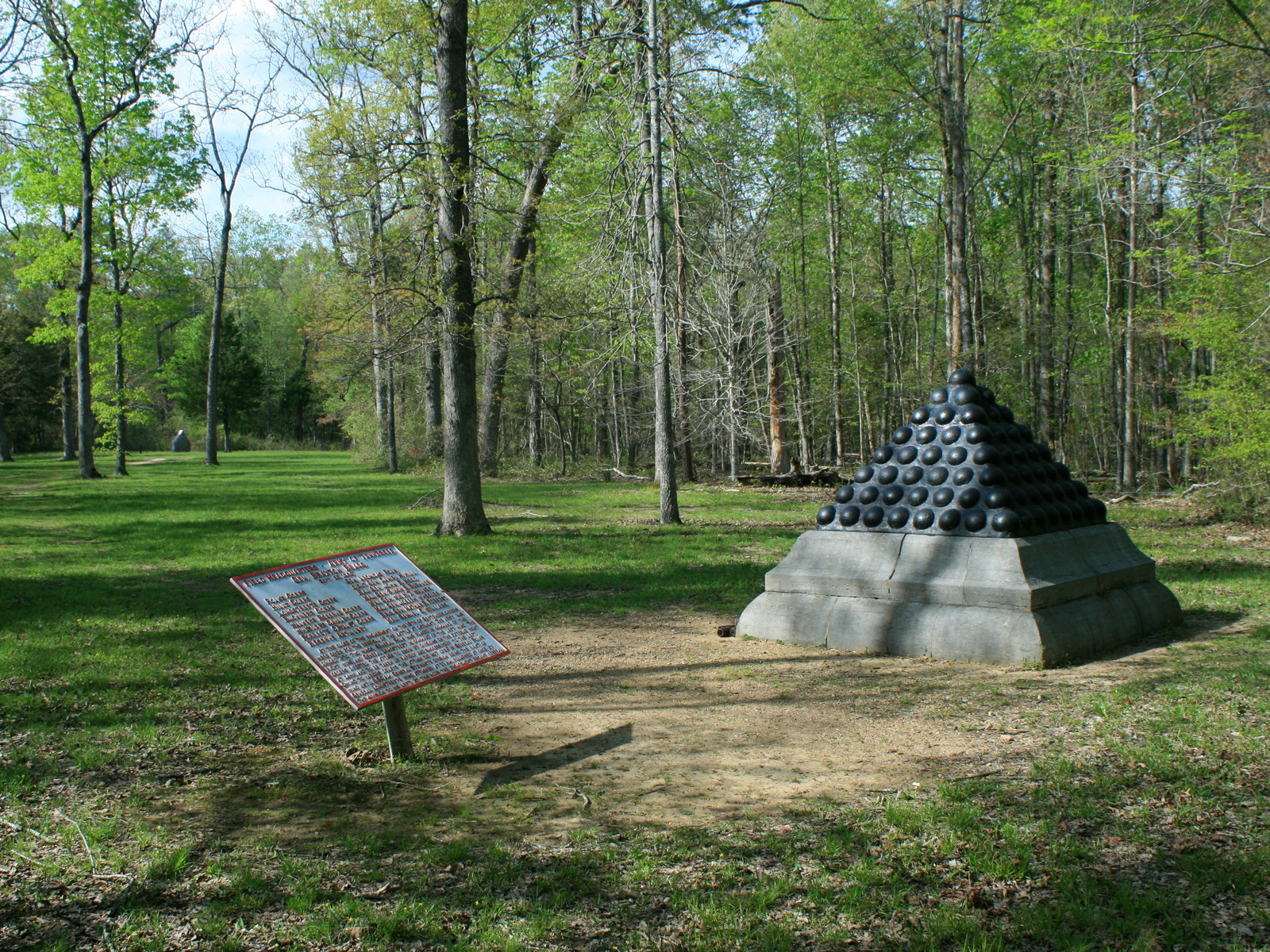
Исторический маркер на месте штаба генерала Брэгга 20 сентября 1863 года на второй день сражения при Чикамоге.

В ходе сражения при Чикамоге в сентябре 1863 года Теннесийская армия генерала Брэкстона Брэгга состояла из 4-х пехотных корпусов, и уже во время сражения на её усиление прибыл корпус Джеймса Лонгстрита. В своей книге «От Манассаса до Аппоматокса» генерал Лонгстрит приводит такие цифры: 43 866 — исходная численность Теннесийской армии, 11 500 — подкрепления от Джонстона за август-сентябрь, 5000 — подошедшие дивизии Лонгстрита, итого 60 366 человек. Из них 1124 потеряно 18-го и 19-го числа, и в сражении 20 сентября участвовало 59 242 человек.

## Теннессийская армия
Главнокомандующий: генерал Брэкстон Брэгг

### Корпус Полка
Генерал-лейтенант Леонидас Полк
Дивизия Бенжамена Читема
- Бригада Джона Джексона
  - 2-й батальон 1-го Джорджианского полка, м ай. Джеймс Гордон
  - 5-й Джорджианский пехотный полк, полк. Чарльз Даниел
  - 2-й Джорджианский снайперский батальон, май. Ричард Уители
  - 5-й Миссисипский пехотный полк, пдп. Сайкс
  - 8-й Миссисипский пехтотный полк, полк. Джон Уилкинсон
- Бригада Престона Смита (после его смерти командование принял Альфред Воун)
  - 11-й Теннессийский пехотный полк, полк. Джордж Гордон
  - 12/17-й Теннессийский пехотный полк, полк. Уильям Уоткинс
  - 13/154-й Теннессийский пехотный полк, полк. Воун
  - 29-й Теннессийский пехотный полк, полк. Хорас Райс
  - Снайперский батальон Доусона, май. Доусон
- Бригада Джорджа Мэни
  - 1/27 теннесийский полк, олк. Хьюм Филд
  - 4-й Теннесийский полк Временной армии, полк. Джеймс Макмурри
  - 6/9 Теннессийский пхотный полк, полк. Джордж Портер
  - 24-й Теннессийский снайперский батальон, май. Фрэнк Мэни
- Бригада Маркуса Райта
  - 8-й Теннессийский пехотный полк, полк. Джон Андерсон
  - 16-й Теннессийский пехотный полк, полк. Д. Донелл
  - 28-й Теннессийский пехотный полк, полк. Сидни Стентон
  - 38-й Теннессийский пехотный полк, полк. Джон Картер
  - 51/52 Теннессийский пехотный полк, пдп. Джон Холл
  - 22-й Теннессийский батальон, май. Томас Мюррей
- Бригада Ото Строла
  - 4/5 Теннессийский пехотный полк, полк. Джонатан Ламб
  - 19-й Теннессийский пехотный полк, полк. Фрэнсис Уокер
  - 24-й Теннессийский пехотный полк, полк. Джон Уильсон
  - 31-й Теннессийский пехотный полк, полк. Эгберт Тенсил
  - 33-й Теннессийский пехотный полк, полк. Уорнер Джонс
- Артиллерия майора Меланхтона Смита
  - Батарея Карнса (Теннесси), кап. Уильям Карнс
  - батарея Скогина (Джорджия), кап. Джон Скогин
  - Батарея Скотта (Теннесси), лейт. Джон Марш
  - Батарея Смита (Миссисипи), лейт. Уильям Тернер
  - Батарея Стэнфорда (Миссисипи), кап. Тмас Стэнфорд

Дивизия Томаса Хайндмана
- Бригада Паттона Андерсона
  - 7-й Миссисипский пехотный полк, полк. У. Бишоп
  - 9-й Миссисипский пехотный полк, май. Т. Линам
  - 10-й Миссисипский пехотный полк, пдп. Джеймс Барр
  - 41-й Миссисипский пехотный полк, полк. У. Такер
  - 44-й Миссисипский пехотный полк, полк. Дж. Шарп
  - 9-й Миссисипский снайперский батальон, май. У. Ричардс
  - Алабамская батарея Гаррити, кап. Джеймс Гаррити
- Бригада Захарии Диза[англ.]
  - 16-й Алабамский пехотный полк, полк. Самуэль Макспадден
  - 22-й Алабамский пехотный полк, пдп. Джон Уидон
  - 25-й Алабамский пехотный полк, полк. Джордж Джонстон
  - 39-й Алабамский пехотный полк, полк. Уитфилд Кларк
  - 50-й Алабамский пехотный полк, полк. Джон Колтарт
  - 17-й Алабамский снайперский батальон, кап. Джеймс Неберс
  - Алабамская батарея Дента, кап. С. Дент
- Бригада Артура Мэниголта[англ.]
  - 24-й Алабамский пехотный полк, полк. Н. Дэвис
  - 28-й Алабамский пехотный полк, полк. Джон Рейд
  - 34-й Алабамский пехотный полк, май. Джон Слоутер
  - 10/19-й Южнокаролинский пехотный полк, полк. Джеймс Прессли
  - Алабамская батарея Уотерса, лейт. Чарльз Уотерс

### Корпус Хилла
Генерал-лейтенант Даниель Харви Хилл
Дивизия Патрика Клейберна
- Бригада Стерлинга Вуда
  - 16-й Алабамский пехотный полк, май. Джон Макгои
  - 33-й Алабамский пехотный полк, полк. Самуэль Адамс
  - 45-й Алабамский пехотный полк, полк. И. Бридлав
  - 34-й Алабамский пехотный полк, май. Джон Слоутер
  - Алабамский батальон Гибсона, май. Джон Гидсон
  - 32/45 Миссисипский пехотный полк, полк. Марк Лоури
  - 15-й Миссисипский снайперский батальон, май. Э. Хоукинс
- Бригада Люциуса Полка
  - 1-й Арканзасский пехотный полк, полк. Джон Колкитт
  - 3-5 пехотный полк, полк. Джеймс Смит
  - 2-й Теннесийский пехотный полк, полк. Уильям Робинсон
  - 35-й Теннесийский пехотный полк, полк. Бенжамин Хилл
  - 48-й Теннесийский пехотный полк, полк. Джордж Никсон
- Бригада Джеймса Дешлера
  - 19-24 Арканзасский пехотный полк, подп. Хатчинсон
  - 6-10 Техаский полк и спешенный 15-й Техасский кавалерийский, полк. Роджер Майлс
  - 17-18-24-15 Техасский спешенный полк, полк. Уилкс
- Артиллерия майора Томаса Хотчкисса
  - Арканзасская батарея Калверта, лейт. Томас Кей
  - Техасская батарея Дугласа, кап. Джеймс Дуглас
  - Алабамская батарея Семпла, кап. Генри Семпл

Дивизия Джона Брэкинриджа
- Бригада Бенжамина Хельма
  - 41-й Алабамский пехотный полк, полк. Мартин Стэнсел
  - 2-й Кентуккийский пехотный полк, подп. Джеймс Хьюитт
  - 4-й Кентуккийский пехотный полк, полкю Джозеф Наколс
  - 6-й Кентуккийский пехотный полк, полк. Джозеф Льюис
  - 9-й Кентуккийский пехотный полк, полк. Джон Колдуэлл
- Бригада Даниеля Адамса
  - 32-й Алабамский пехотный полк, май. Джон Кимбелл
  - 13-20 Луизианский пехотный полк, полк. Леон фон Зинкен
  - 16-25 Луизианский пехотный полк, полк. Даниель Кобер
  - 19-й Луизианский пехотный полк, подп. Ричард Тёрнер
  - 14-й луизианский пехотный батальон, май. Дж. Остин
- Бригада Марселлуса Стовалла
  - 1-3 Флоридский пехотный полк, полк. Уильям Дилворт
  - 4-й Флоридский пехотный полк, полк. У. Боуэн
  - 47-й Джорджианский пехотный полк, как. Уильям Филлипс
  - 60-й Северокаролинский пехотный полк, подп. Джеймс Рей
- Артиллерия Райса Грейвса

### Корпус Бакнера
Генерал-майор Саймон Боливар Бакнер
Дивизия Александра Стюарта
- Бригада Уильяма Бейта

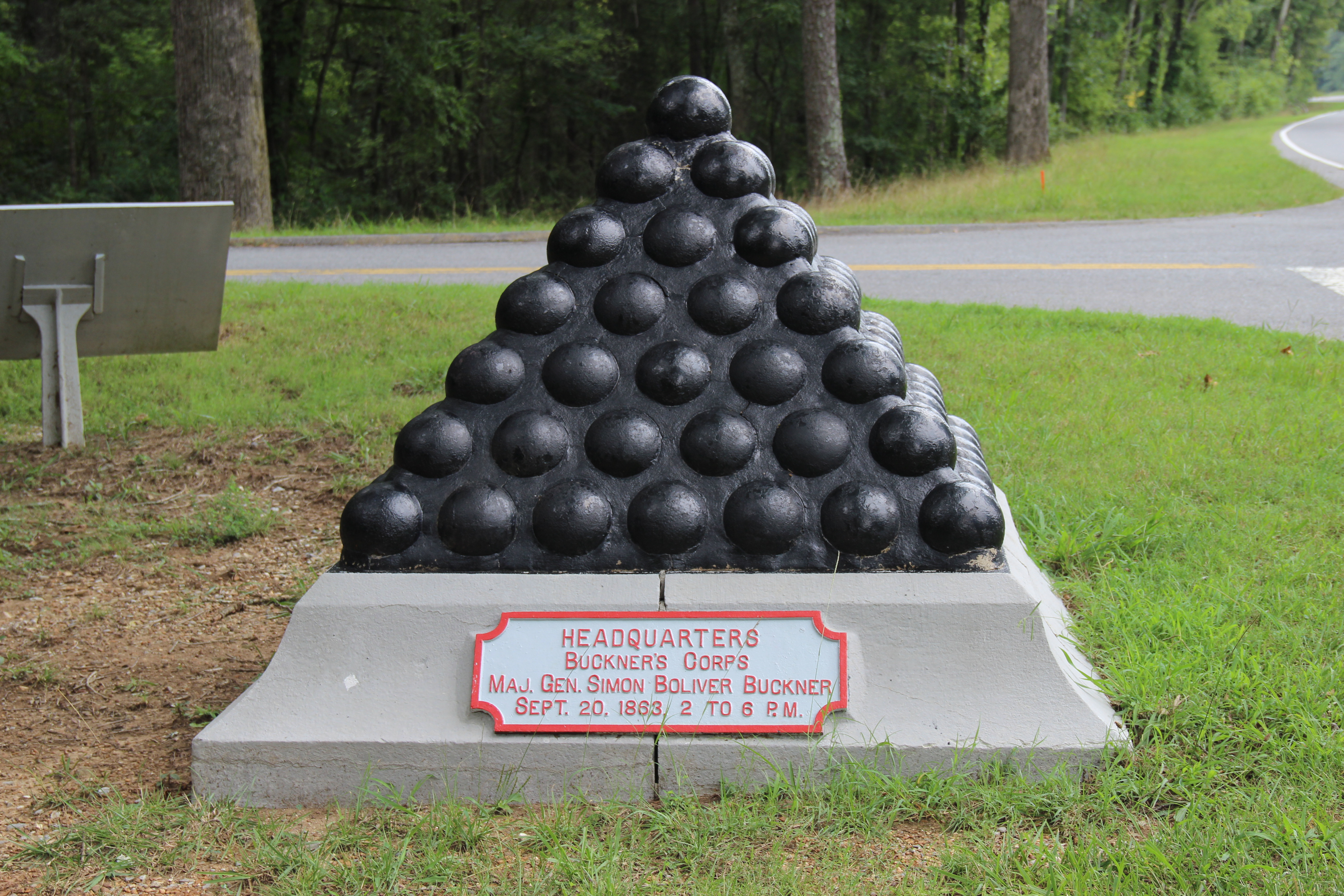
Исторический маркер на месте штаба корпуса Бакнера на поле боя при Чикамоге.

  - 58-й Алабамский пехотный полк, полк. Башрод Джонс
  - 37-й Джорджианский пехотный полк, полк. А. Радлер
  - 4-й Джорджианский снайперский батальон, май. Касвелл
  - 15-37 Теннесийский полк, полк. Роберт Тайлер
  - 20-й Теннесийский пехотный полк, полк. Томас Смит
- Бригада Джона Брауна
  - 18-й Теннесийский пехотный полк, полк. Джозеф Палмер
  - 26-й Теннесийский пехотный полк, полк. Джон Лиллард
  - 32-й Теннесийский пехотный полк, полк. Эдмунд Кук
  - 45-й Теннесийский пехотный полк, полк. Андерсон Сирси
  - 23-й Теннесийский батальон, май. Тезвелл Ньюман
- Бригада Генри Клейтона[англ.]
  - 18-й Алабамский пехотный полк, полк. Джеймс Хольцткло
  - 36-й Алабамский пехотный полк, полк. Льюис Вудруф
  - 38-й Алабамский пехотный полк, пдп. А. Лэнкфорд
- Артиллерия Элдриджа

Дивизия Уильяма Престона
- Бригада Арчибальда Грейси
  - 43-й Алабамский пехотный полк, полковник Янг Муди
  - 1-й батальон алабамского Легиона Хилларда, подп. Джон Хольт
  - 2-й батальон алабамского Легиона Хилларда, подп. Боллинг Холл
  - 3-й батальон алабамского Легиона Хилларда, подп. Джон Сэнфорд
  - 4-й батальон алабамского Легиона Хилларда, май. Джон МакЛеннан
  - 63-й Теннесийский пехотный полк, подп. Абрахам Фалкерсон
- Бригада полковника Джона Келли
- Бригада полковника Роберта Тригга
- 9-й Джорджианский артиллерийский батальон

### Резервный корпусУильяма Уокера
Дивизия Уильяма Уокера
- Бригада Мэтью Эктора
  - Алабамский снайперский батальон Стоуна, майор Т. Стоун
  - Миссисипский снайперский батальон Поунда, кап. М. Поунд
  - 29-й Северокаролинский пехотный полк, полк. Уильям Крисмен
  - 9-й Техасский пехотный полк, полк. Уильям Хью Янг
  - 10-й Техасский кавполк (смешанный), пдп. Эрп
  - 14-й Техасский кавполк (спешенный), полк. Джон Кэмп
  - 32-й Техасский кавполк (спешенный), полк. Джулиус Эндрюс
- Бригада Клаудиуса Уильсона
  - 25-й Джорджианский пехотный полк, пдп. Уильямс
  - 29-й Джорджианский пехотный полк, пдп. Джордж Макрей
  - 30-й Джорджианский пехотный полк, пдп. Джеймс Бойнтон
  - 1-й Джорджианский снайперский батальон, май. Артур Шафф
  - 4-й луизианский батальон, пдп. Джон Макэнери

Дивизия Джона Лидделла
- Бригада Даниела Гована
  - 2-15-й Арканзасский пехотный полк, пдп. Ройбен Харви
  - 5-13-й Арканзасский пехотный полк, полк. Л. Фетерстоун
  - 6-7-й Арканзасский пехотный полк, полк. Д. Гиллеспи
  - 8-й Арканзасский пехотный полк, пдп. Джордж Бакум
  - 1-й луизианский регулярный (в подчинении 8-го арканзасского)
- Бригада Эдварда Уолталла
  - 24-й Миссисипский пехотный полк, пдп. Р. Макэлвин
  - 27-й Миссисипский пехотный полк, полк. Джеймс Кэмпбелл
  - 29-й Миссисипский пехотный полк, полк. Уильям Брэнтли
  - 30-й Миссисипский пехотный полк, полк. Джуниус Скейлс
  - 34-й Миссисипский пехотный полк, май. Уильям Пеграм

### Корпус Лонгстрита

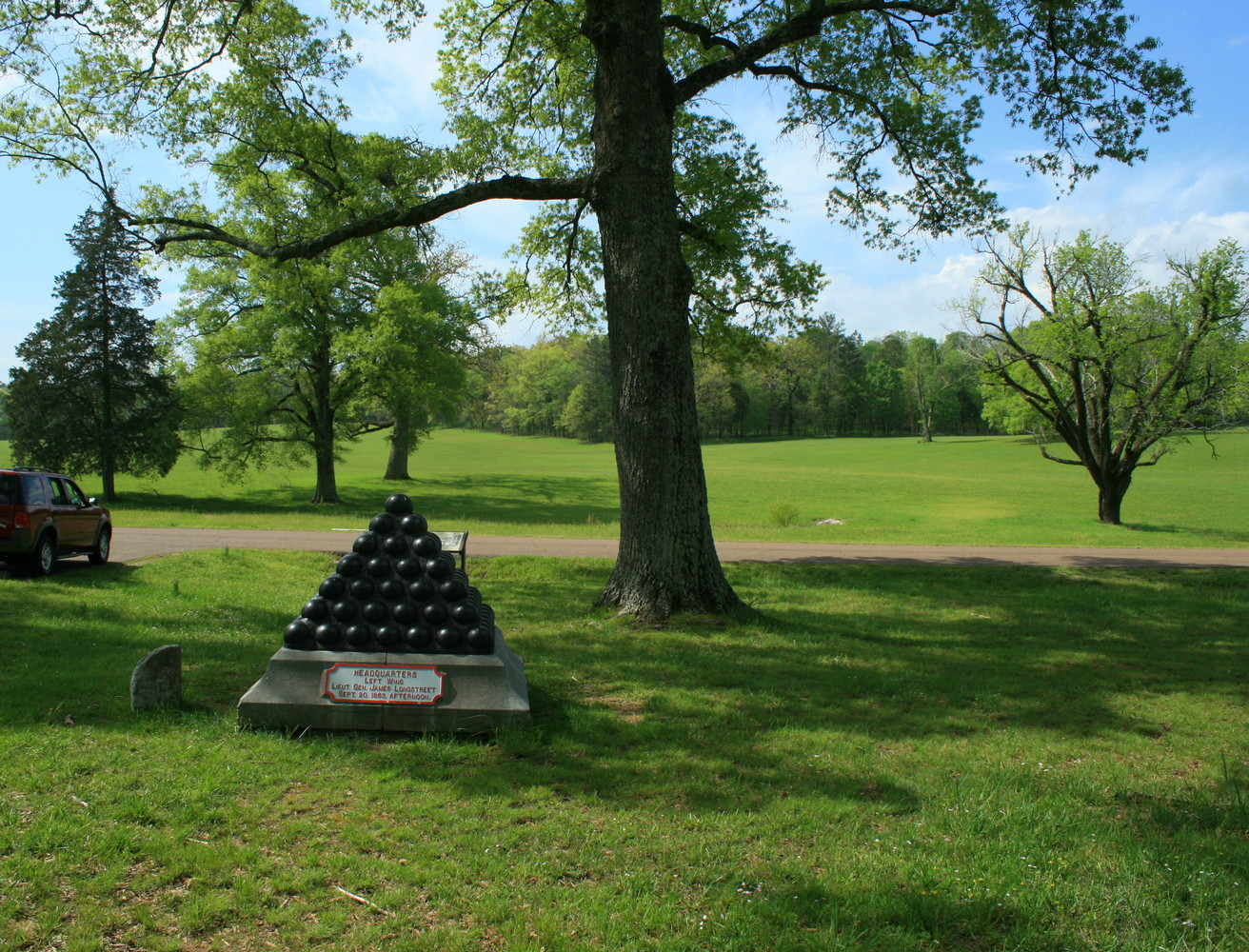
Исторический маркер на месте штаба Лонгстрита при Чикамоге.

Командующий: генерал Джеймс Лонгстрит
Дивизия Башрода Джонсона
- Бригада Джона Фултона
  - 17-й Теннесийский пехотный полк, пдп. Уатт Флойд
  - 23-й Теннесийский пехотный полк, полк. Р. Кибли
  - 25-й Теннесийский пехотный полк, пдп. Сноуден
  - 44-й Теннесийский пехотный полк, пдп. Джон Макивен
  - Роте Е, 9-го Джорджианского артиллерийского батальона, лейт. Уильям Эверетт
- Бригада Джона Грегга
- Бригада Эвандера Макнейра

Дивизия Джона Худа (под командованием Эвандера Лоу)
- Техасская бригада Жерома Робертсона
  - 3-й Арканзасский пехотный полк, полк. Ван Меннинг
  - 1-й Техасский пехотный полк, кап. Хардинг
  - 4-й Техасский пехотный полк, пдп. Джон Бэйн
  - 4-й Техасский пехотный полк, май. Роджерс

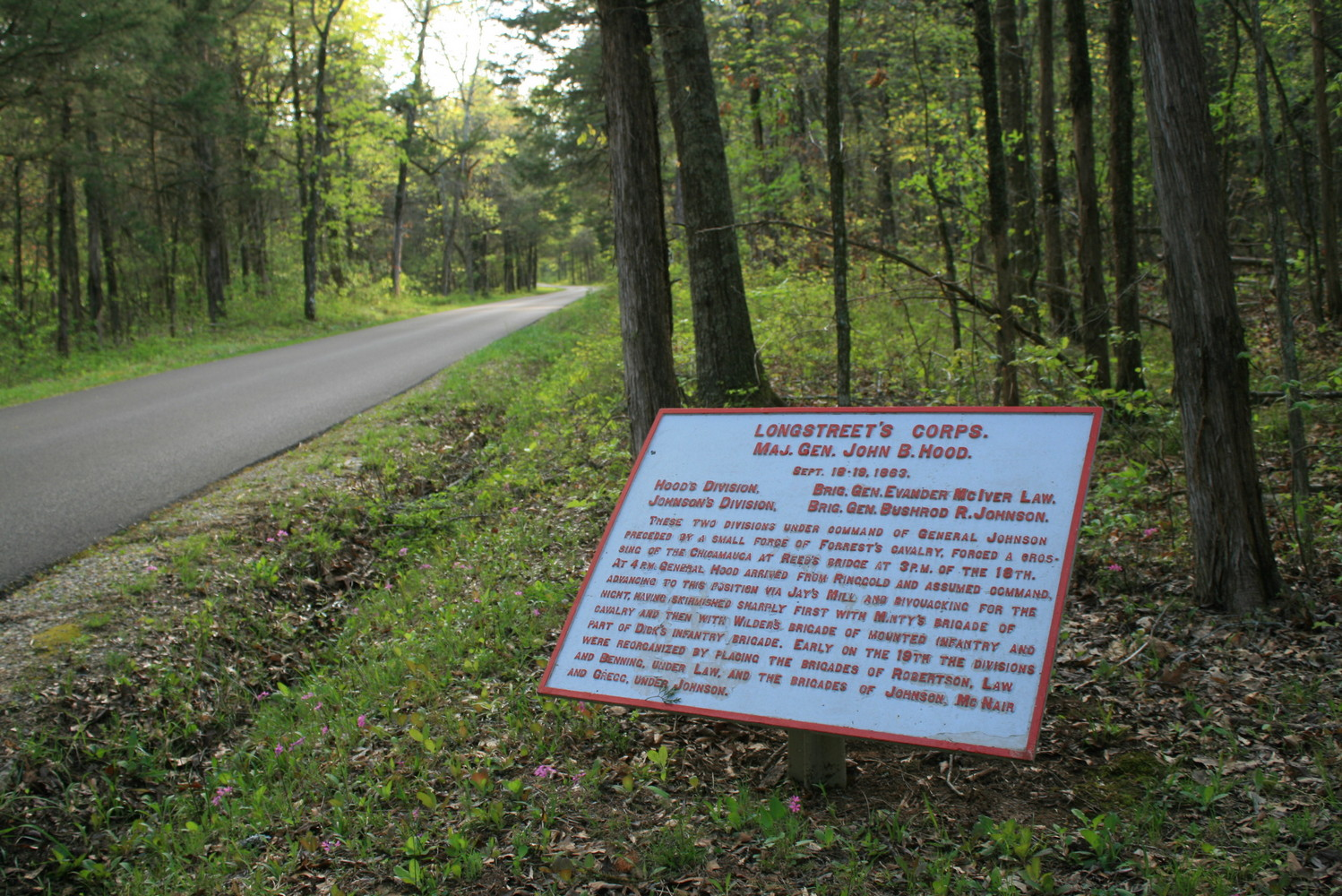
Маркер корпуса Лонгстрита на его позиции вечером 18 сентября.

- Бригада Лоу (под ком. Джеймса Шеффилда)
- Бригада Генри Беннинга

### Кавалерийский корпус
Командующий: генерал-майор Джозеф Уилер

### Второй кавалерийский корпус
Командующий: Натаниель Бедфорд Форрест
Дивизия Фрэнка Армстронга
- Бригада Армстронга
  - 3-й Арканзасский кавалерийский полк, полковник Хобсон
  - 2-й Кентуккийский кавалерийский полк, подп. Томас Вудвард
  - 1-й Теннессийский кавалерийский полк, подп. Джеймс Льюис
  - 18-й Теннессийский батальон, май. Чарльз Макдональд
- Бригада Форреста (полковник Джордж Дибрелл[англ.])
  - 4-й Теннессийский кавалерийский полк, полковник Уильям Маклемор
  - 8-й Теннессийский кавалерийский полк, кап. Гамильтон Макгиннис
  - 9-й Теннессийский кавалерийский полк, полковник Джейкоб Биффл
  - 10-й Теннессийский кавалерийский полк, полковник Николас Кокс
  - 11-й Теннессийский кавалерийский полк, полковник Дэниель Хольман
  - Соединение майора Джозефа Шоу
  - Батарея Хагинса
  - Батарея Мортона

Дивизия Джона Пеграма
- Бригада Генри Дэвидсона
  - 1-й Джорджианский кавалерийский полк, полковник Джеймс Моррисон
  - 6-й Джорджианский кавалерийский полк, полковник Джон Харт
  - 6-й Северокаролинский кавалерийский полк, полковник Джордж Фолк
  - Легион Ракера (12-й и 16-й Теннессийские батальоны)
  - Батарея Хьювальда, кап. Густав Хьювальд
- Бригада Джона Скотта
  - 1-й Луизианский кавалерийский полк, подп. Джеймс Никсон
  - 2-й Теннессийский кавалерийский полк, полковник Генри Эшби
  - 5-й Теннессийский кавалерийский полк, полковник Джордж Маккензи
  - Батарея Робинсона, лейт. Уинслоу Робинсон

## См. так же
- Теннесийская армия в первой фазе Атлантской кампании